# Carex biharica
Carex biharica är en halvgräsart som beskrevs av Lajos von Simonkai. Carex biharica ingår i släktet starrar, och familjen halvgräs. Inga underarter finns listade i Catalogue of Life.